# Fredrikshofs IF
Fredrikshofs IF är en idrottsförening i Stockholm som bildades den 3 oktober 1901. Föreningen är en alliansförening med fem olika sektioner, bowling, cykling, gång, friidrott och skidor och orientering.
Fredrikshofs IF Cykelklubb bildades 1924 och är Sveriges största cykelklubb med över 1 600 medlemmar.

## Kända profiler
Framgångsrika medlemmar i föreningen i urval
Thure Bergvall, maratonlöpare

Agne Holmström, löpare och höjdhoppare

Josef Jansson, långdistanslöpare och terränglöpare

Gunnar Jönning, gångare, världsrekordhållare i gång 1936

Dick Löf, gångare

Henry Palmé, långdistanslöpare

Thure Persson, kortdistanslöpare

Evald Segerström, gångare

John Svanberg, medel- och långdistanslöpare

Gustaf Törnros, långdistanslöpare